# 권영준 (1988년)
권영준(1988년 4월 24일 ~)은 전 KBO 리그 두산 베어스의 전 야구 선수다.

## 출신 학교
- 응암초등학교
- 홍은중학교
- 중앙고등학교